# Arabellata
Arabellata là một chi nhện trong họ Clubionidae.